# Veischede

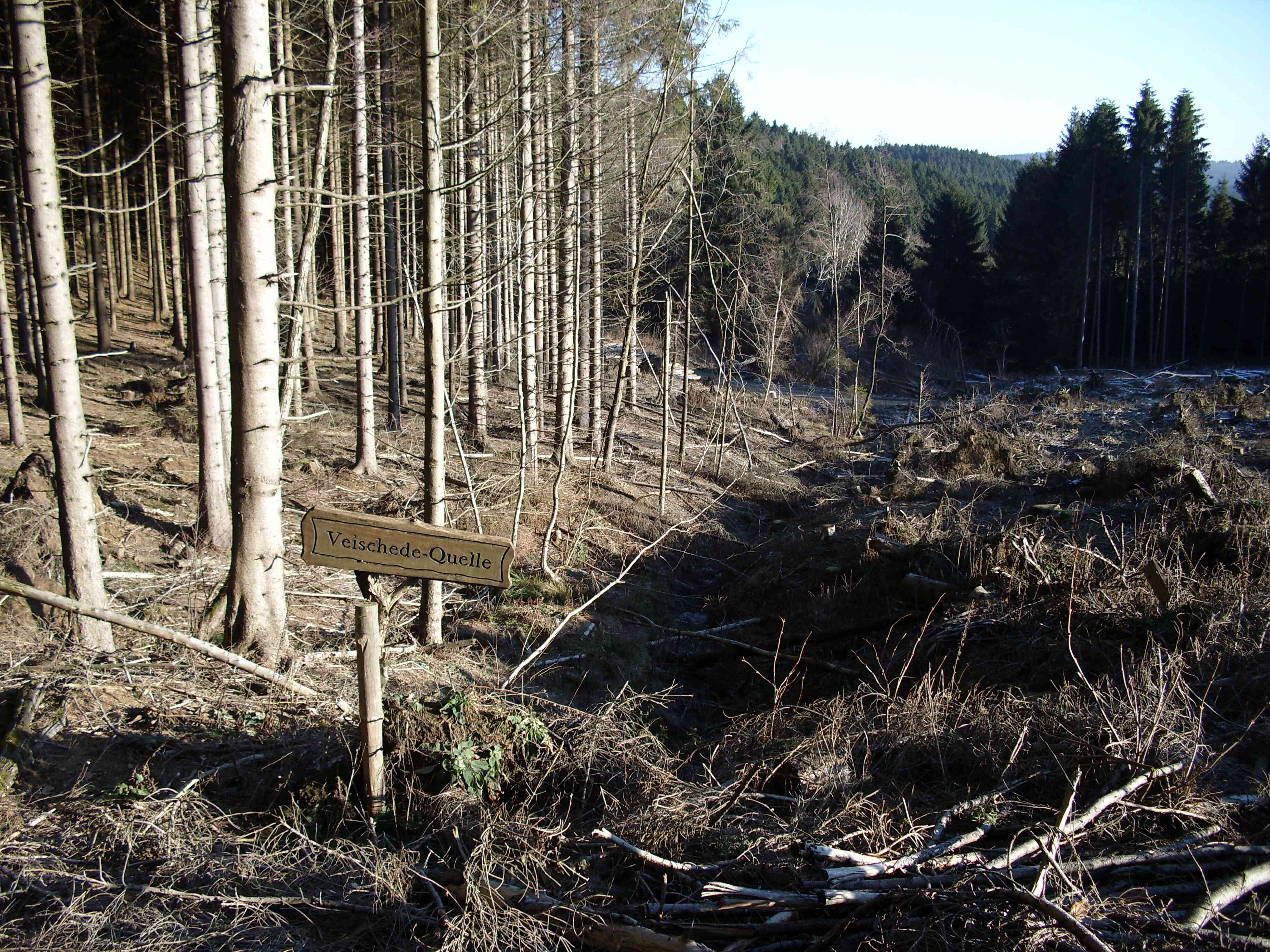
Veischede-Quelle zwischen Oberneger und Oberveischede

Die Veischede (auch Veischedebach genannt) ist ein 16,6 km langer, linker bzw. südwestlicher Zufluss der Lenne im nordrhein-westfälischen Kreis Olpe (Deutschland). Sie fließt gänzlich im Gebiet des Naturparks Sauerland-Rothaargebirge.

## Geographie

### Verlauf
Die Veischede entspringt zwischen den Bergen Feldberg (556,2 m ü. NHN) im Nordwesten, Homert (536,7 m) im Südwesten und Twilkenberg (531,2 m) im Nordosten. Ihre Quelle (510 m) liegt auf dem Gelände einer Mülldeponie zwischen den nordöstlichen Olper Stadtteilen Oberneger und Oberveischede. Das Fließgewässer wird 400 m unterhalb seines Ursprungs am Deponieausgang durch eine Kläranlage gereinigt. Wenige Hundert Meter südwestlich davon befindet sich direkt an die Mülldeponie angrenzend ein Kompostierungswerk mit der nahen Negerquelle.
Im Naturpark Sauerland-Rothaargebirge fließt die Veischede in anfangs nordöstlicher und später nördlicher Richtung entlang der Bundesstraße 55. Zunächst verläuft sie nach und durch Oberveischede. Unterhalb davon fließt sie durch die Lennestädter Stadtteile Bruchhausen, Kirchveischede, Bilstein und Bonzel nach Grevenbrück.
Nach Durchfließen von Grevenbrück mündet die Veischede etwa 250 m nordnordöstlich der Ruine Peperburg auf 245 m Höhe in den dort von Südosten heran fließenden Ruhr-Zufluss Lenne.

### Einzugsgebiet
Das Einzugsgebiet der Veischede umfasst 42,829 km² und wird über Lenne, Ruhr und Rhein in die Nordsee entwässert. 
Im Uhrzeigersinn grenzt das Einzugsgebiet der Veischede an Hundem (südöstlich und südlich), Bigge (südwestlich) und Repe (westlich).
Wenn man folgende Einwohnerzahlen summiert, kommt man auf fast 7.000 Einwohner im Einzugsgebiet der Veischede (Hengstebeck wird in der Aufzählung ausgelassen, da es an Daten mangelt):
in Olpe:
- Neuenwald: 22
- Tecklinghausen: 19
- Fahlenscheid: 13
- Apollmicke: 7
- Oberveischede: 772

in Lennestadt:
- Bruchhausen: 29
- Schmellenberg: 18
- Kirchveischede: 923
- Bilstein: 1043
- Bonzel: 405
- Bonzelerhammer: 11
- Grevenbrück: 3673

Die Einwohnerdichte im Einzugsgebiet der Veischede beträgt (ohne Hengstebeck) insgesamt über 160 EW/km². Verglichen dazu lässt sich anmerken, dass die jeweiligen Gemarkungsflächen von Olpe und Lennestadt etwas dichter besiedelt sind.

## Sehenswertes und Kulturelles
Bei Bruchhausen liegt auf einem Höhenzug zwischen Veischede- und Repetal die Wallanlage Wallburg Jäckelchen, auf der gegenüberliegenden Bergkuppe die Wallanlage Hofkühl. In Bilstein fließt die Veischede unterhalb der Burg Bilstein vorbei. Zudem ist der Aussichtsturm auf der Hohen Bracht besuchenswert, der knapp 2 km südöstlich des Dorfs steht. Oberhalb der Veischedemündung befindet sich bei Grevenbrück die Ruine Peperburg.
Zwischen Grevenbrück und Kirchveischede verkehrte früher die Veischedetalbahn.